# Chionanthus pubescens
Espèce
Synonymes
- Linociera pubescens (Kunth) Eichler[1]

Statut de conservation UICN

 LC  : Préoccupation mineure
Chionanthus pubescens est une espèce de plantes à fleurs de la famille des Oleaceae.

## Publication originale
- Nova Genera et Species Plantarum (quarto ed.) 3: 235. 1818[1819].